# 愛媛県の主な第三セクター一覧
愛媛県の主な第三セクター一覧（えひめけんのおもなだいさんセクターいちらん）は、愛媛県の第三セクター一覧である。

## 情報通信
- IJC
- ハートネットワーク
- 四国中央テレビ

## 運輸
- 大三島ブルーライン
- 芸予観光フェリー
- 瀬戸内海交通

## 観光
- マイントピア別子
- あけはまシーサイドサンパーク
- 松野町観光公社
- 南予レクリエーション都市（通称：南レク）
- シーサイドふたみ

## 農林水産業
- どんぶり館
- いぶき (林業)
- 日吉村農林公社
- 内子フレッシュパークからり

## その他
- 西条産業情報支援センター
- 瀬戸ウィンドヒル
- 愛媛県廃棄物処理センター
- 伊方原子力広報センター